# Anomala taiwana
Anomala taiwana är en skalbaggsart som beskrevs av Kobayashi 1987. Anomala taiwana ingår i släktet Anomala och familjen Rutelidae. Inga underarter finns listade i Catalogue of Life.